# Маслак (коммуна)
Масла́к (фр. Maslacq) — коммуна во Франции, находится в регионе Аквитания. Департамент — Атлантические Пиренеи. Входит в состав кантона Кёр-де-Беарн. Округ коммуны — По.
Код INSEE коммуны — 64367.

## География

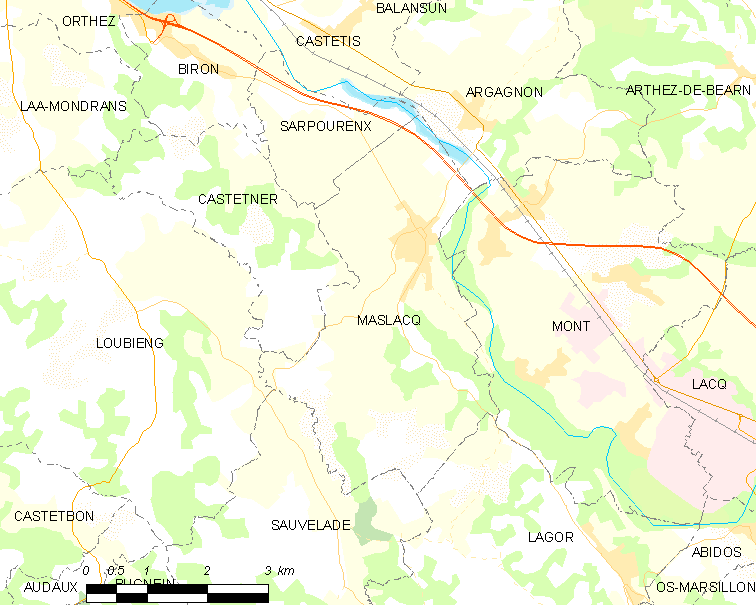
Карта коммуны

Коммуна расположена приблизительно в 650 км к югу от Парижа, в 160 км южнее Бордо, в 31 км к северо-западу от По.
На севере коммуны протекает река Гав-де-По.

### Климат
Климат тёплый океанический. Зима мягкая, средняя температура января — от +5°С до +13°С, температуры ниже −10 °C бывают редко. Снег выпадает около 15 дней в году с ноября по апрель. Максимальная температура летом порядка 20-30 °C, выше 35 °C бывает очень редко. Количество осадков высокое, порядка 1100 мм в год. Характерна безветренная погода, сильные ветры очень редки.

## Население
Население коммуны на 2010 год составляло 825 человек.
| 1962 | 1968 | 1975 | 1982 | 1990 | 1999 | 2010 |
| ---- | ---- | ---- | ---- | ---- | ---- | ---- |
| 848  | 875  | 848  | 724  | 738  | 727  | 825  |

## Администрация
| Период | Период | Фамилия           | Партия | Примечания |
| ------ | ------ | ----------------- | ------ | ---------- |
| 1983   | 1989   | Марк Треджё       |        |            |
| 1989   | 2001   | Анри Каме-Лассаль |        |            |
| 2001   | 2020   | Жорж Труйе        |        |            |

## Экономика
В 2010 году среди 508 человек трудоспособного возраста (15-64 лет) 386 были экономически активными, 122 — неактивными (показатель активности — 76,0 %, в 1999 году было 69,4 %). Из 386 активных жителей работали 339 человек (182 мужчины и 157 женщин), безработных было 47 (20 мужчин и 27 женщин). Среди 122 неактивных 46 человек были учениками или студентами, 41 — пенсионерами, 35 были неактивными по другим причинам.

## Достопримечательности
- Церковь Св. Иоанна Крестителя (XIV век)[4]
- Замок Маслак (XVII век)

## Фотогалерея

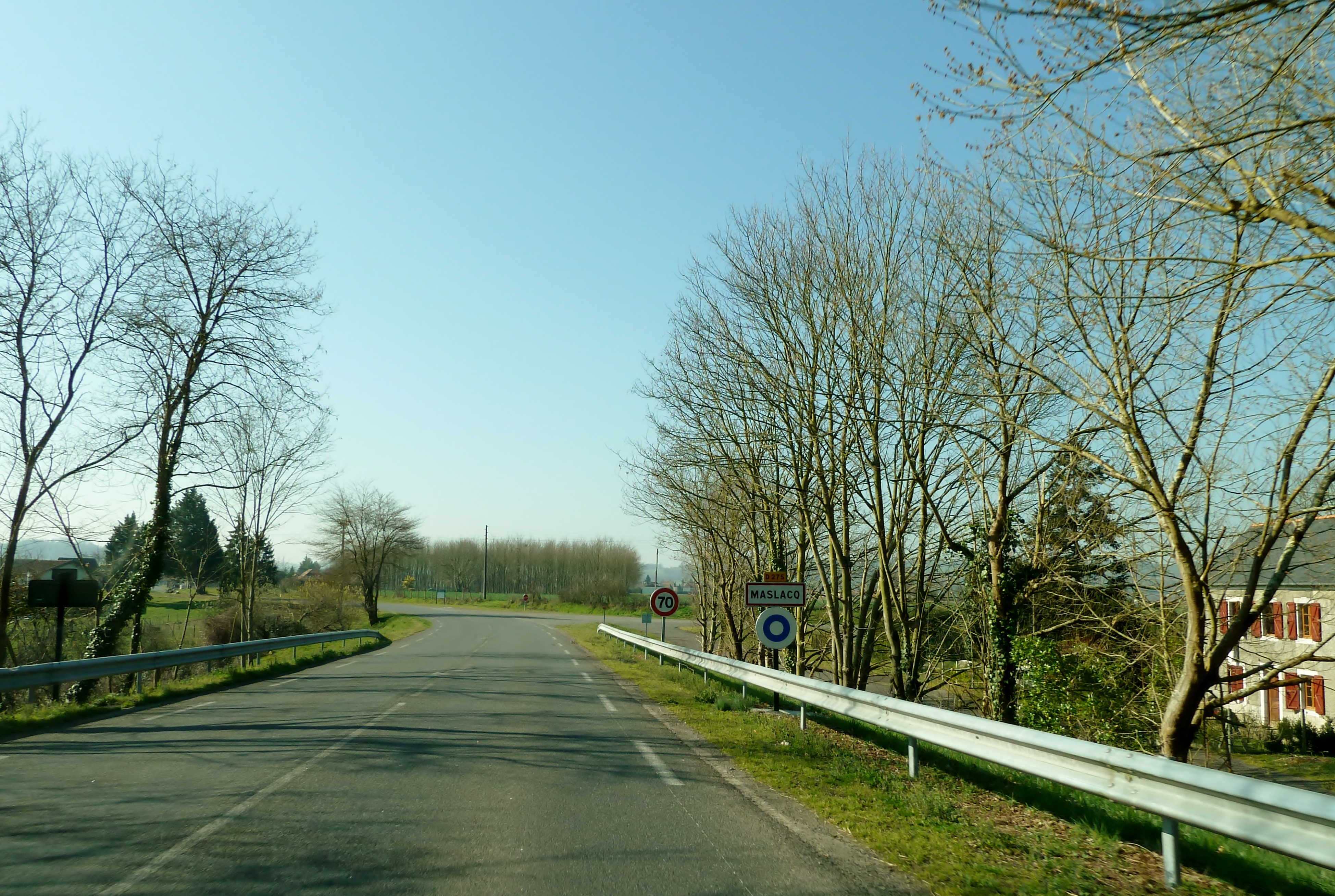
Въезд в Маслак
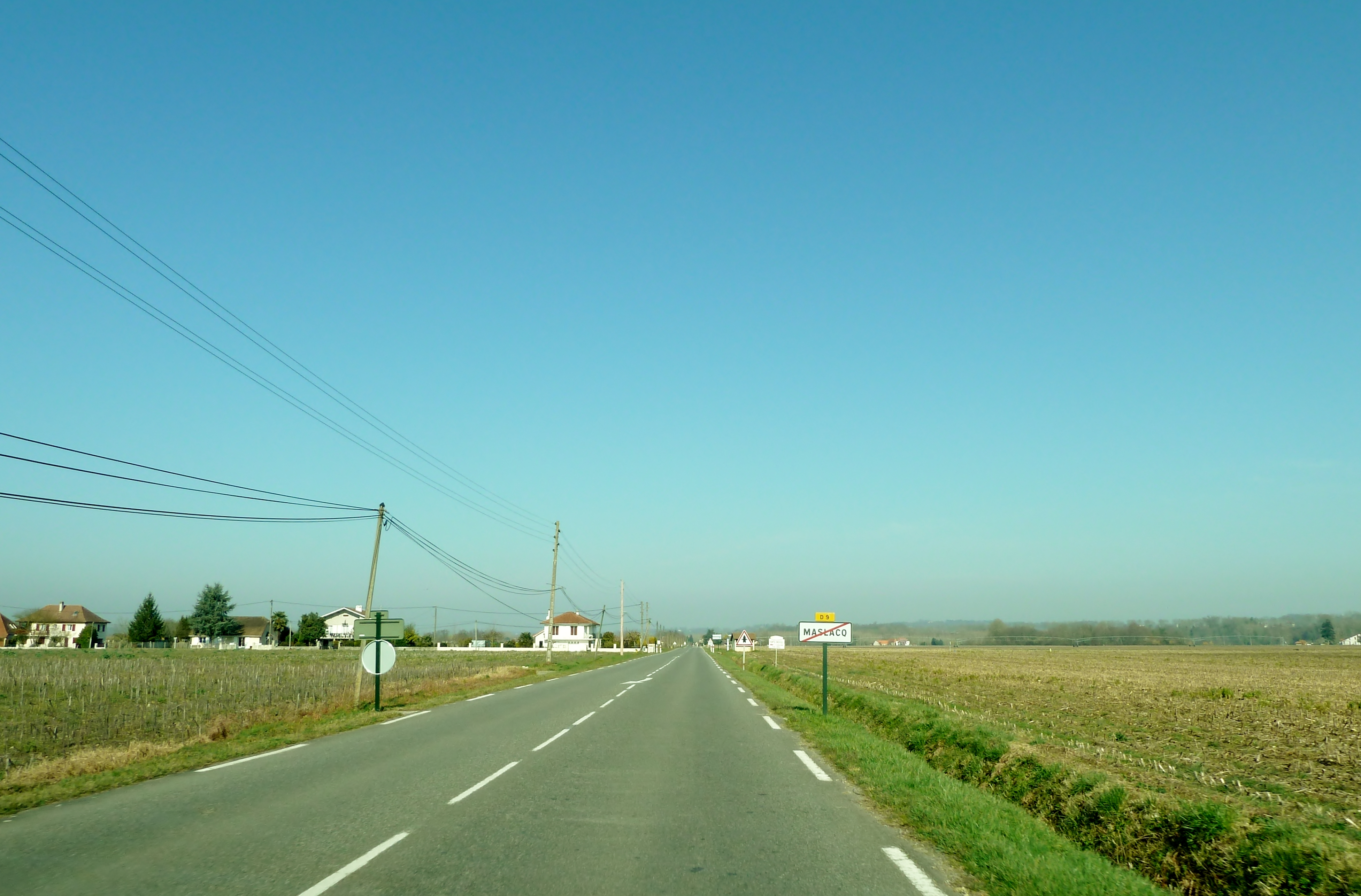
Выезд из Маслака
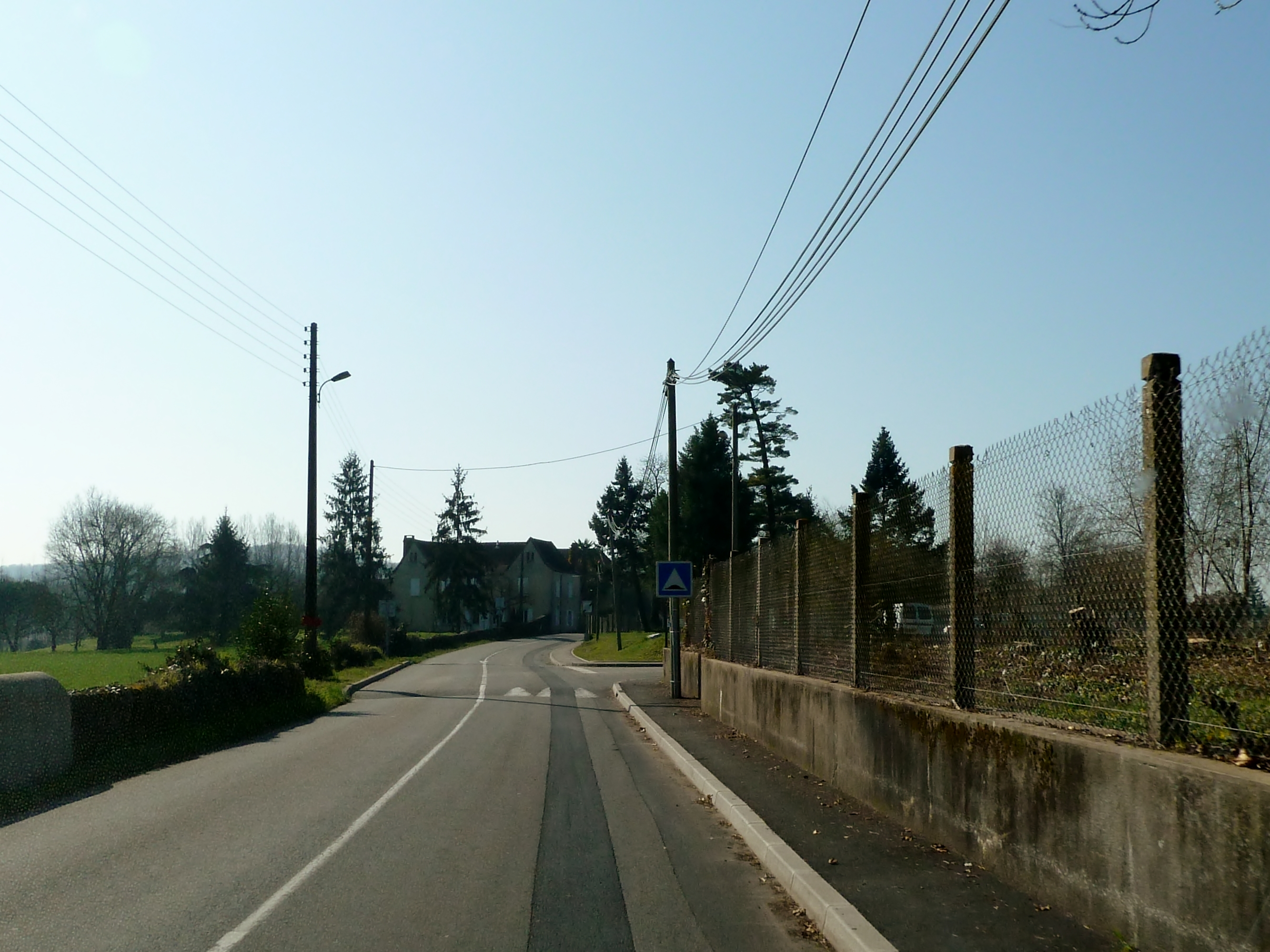
Маслак